# Ron Arehucas
Ron Arehucas es una marca de ron que es fabricada en el municipio de Arucas, Gran Canaria con caña de azúcar. La marca fue establecida en 1884 y el 23 de febrero de 1885 salió al mercado.

## Productos
Con la denominación de Arehucas, la Destilerías Arehucas ha desarrollado diferentes variaciones o extensiones del producto:
- Arehucas Carta Oro (original)
- Arehucas Carta Blanca
- Arehucas Reserva Especial
- Arehucas 7 años
- Ron Miel Guanche Arehucas
- Ron Miel Doramas Arehucas
- Ron Caramelo Arehucas
- Capitán KIDD Arehucas
- Arehucas 18

## Elaboración
La caña de azúcar es el ingrediente fundamental para elaborar el ron, luego de la cosecha se elabora el jugo de caña de azúcar y la melaza. La levadura y el agua se añaden al ingrediente base para iniciar el proceso de fermentación. Luego se procede a la destilación. Posteriormente se procede al envejecimiento y mezcla, que según que línea de producto tiene una u otra.

## Composición
Ron Arehucas es añejado a una altitud elevada donde la temperatura y la cantidad de oxígeno son bajas, lo que ralentiza el añejamiento. Esto permite que los aromas y los sabores se combinen por más tiempo. El producto varía su envejecimiento desde los cinco a dieciocho años (en el caso de Arehucas 18). Se embotella con 37,5% de alcohol en el caso de la carta oro.